# Isabel de Escocia, duquesa de Bretaña
Isabella Estuardo (otoño de 1426 - 13 de octubre de 1494) fue una princesa escocesa y por matrimonio fue duquesa de Bretaña. También conocida como Isabel Estuardo e Isabel de Escocia, fue la segunda hija de Jacobo I de Escocia y Juana Beaufort y la segunda esposa del duque Francisco I de Bretaña.

## Biografía
Se decía que ella era más hermosa que su hermana mayor Margarita, que se casó con el Delfín de Francia, y que Juan VI, duque de Bretaña propuso que ella se casara con su hijo, por lo que envió embajadores a Escocia para tener una descripción de ella. Se le informó que ella era guapa, erguida y elegante, pero que parecía demasiado simple. La respuesta del duque fue Mis amigos, volver a Escocia y traerla aquí, ella es todo lo que yo quiero, y no voy a tener a otra; sus mujeres inteligentes hacen más daño que bien.
Isabel se casó con Francisco I, duque de Bretaña en el Castillo d'Auray el 30 de octubre de 1442, después de lo cual toda la corte fue a Rennes donde los festejos duraron ocho días.
A la muerte de su hermana Margarita, Isabel escribió un iluminado libro de horas de oraciones Livre d'Isabeau d'Escosse, que se ha conservado hasta nuestros días. Al igual que su padre tenía cierta reputación como poeta.
Tuvo dos hijas:
1. Margarita de Bretaña (1443-1469, Nantes), se casó con Francisco II, duque de Bretaña.
2. María de Bretaña (1446-1511), se casó con Juan II, vizconde de Rohan y conde de Porhoët.

Tras la muerte de su marido en 1450, se retiró a Vannes a una casa construida por el canciller Jean de la Riviere, todavía se conoce hoy como el hogar de tres duquesas. Hubo conversaciones para que Isabel se casara con el príncipe Carlos de Viana, heredero del disputado Reino de Navarra, pero la propuesta fracasó debido a la desaprobación de Carlos VII de Francia. Su hermano Jacobo II hizo grandes esfuerzos para persuadirla de regresar a Escocia, donde esperaba organizar un segundo matrimonio para ella. Isabel sin embargo se negó, diciendo que ella era feliz y popular en Bretaña, y era en todo caso, demasiado frágil para viajar, y quejándose de que su hermano nunca  había pagado la dote. Isabel murió en 1494, lo que sugiere que sus reclamos de mala salud 40 años antes eran muy exagerados. Fue enterrada en la catedral de San Pedro de Vannes.